# Gémages
Gémages foi uma comuna francesa na região administrativa da Normandia, no departamento Orne. Estendia-se por uma área de 6,4 km². Em 2010 a comuna tinha 119 habitantes (densidade: 18,6 hab./km²).
Em 1 de janeiro de 2016, passou a formar parte da nova comuna de Val-au-Perche.